# 不動産侵奪罪
不動産侵奪罪（ふどうさんしんだつざい）は、刑法に規定された犯罪類型の一つ。第235条の2に規定がある。不動産に対する財産権が保護法益。個人的法益に対する罪。未遂も処罰される。1960年に、境界損壊罪とともに新設された。

## 内容
刑法235条の2の規定において、他人の不動産を侵奪した者は、10年以下の拘禁刑に処すると定めている。未遂も処罰される（刑法243条）。 また、親族間の特例があり、刑の免除や親告罪などが定められている（刑法244条）。

## 行為
判例によれば侵奪とは、不動産に対する他人の占有を排除して、自己の事実上の占有を設定する行為である。
- 無断登記など、占有を法律的に奪取する行為は含まれない。
- 他人の土地の周囲に、半永久的で容易に除去し得ないコンクリートブロック塀を設置して、資材置場として利用する行為は侵奪に当たる（最決昭和42年11月2日刑集21巻9号1179頁）。
- 他人の土地に無断で排水口を設置しても、一時利用の目的であって原状回復が容易であり、損害も皆無に等しい場合は侵奪に当たらない（大阪高判昭和40年12月17日高刑18巻7号877頁）。

## 他罪との関係
- 暴行又は脅迫を用いて相手の意思を抑圧し不動産の占有を奪取したら、強盗罪が成立する。その他、詐欺罪や恐喝罪に該当するようなケースにおいても本罪は成立する。